# Diandrolyra
Diandrolyra is een geslacht uit de grassenfamilie (Poaceae). De soorten van dit geslacht komen voor van Zuid-Amerika.

## Soorten
De Catalogue of New World Grasses [11 december 2011] erkent de volgende soorten:
- Diandrolyra bicolor
- Diandrolyra pygmaea
- Diandrolyra tatianae